# Temple de Lingaraja
Le Temple de Lingaraja est un temple hindouiste dédié à Harihara (forme syncrétique de Shiva et Vishnu). C'est le plus grand et l'un des plus anciens temples de Bhubaneswar, centre de pèlerinage et capitale de l'état de Odisha en Inde.

## Caractéristiques

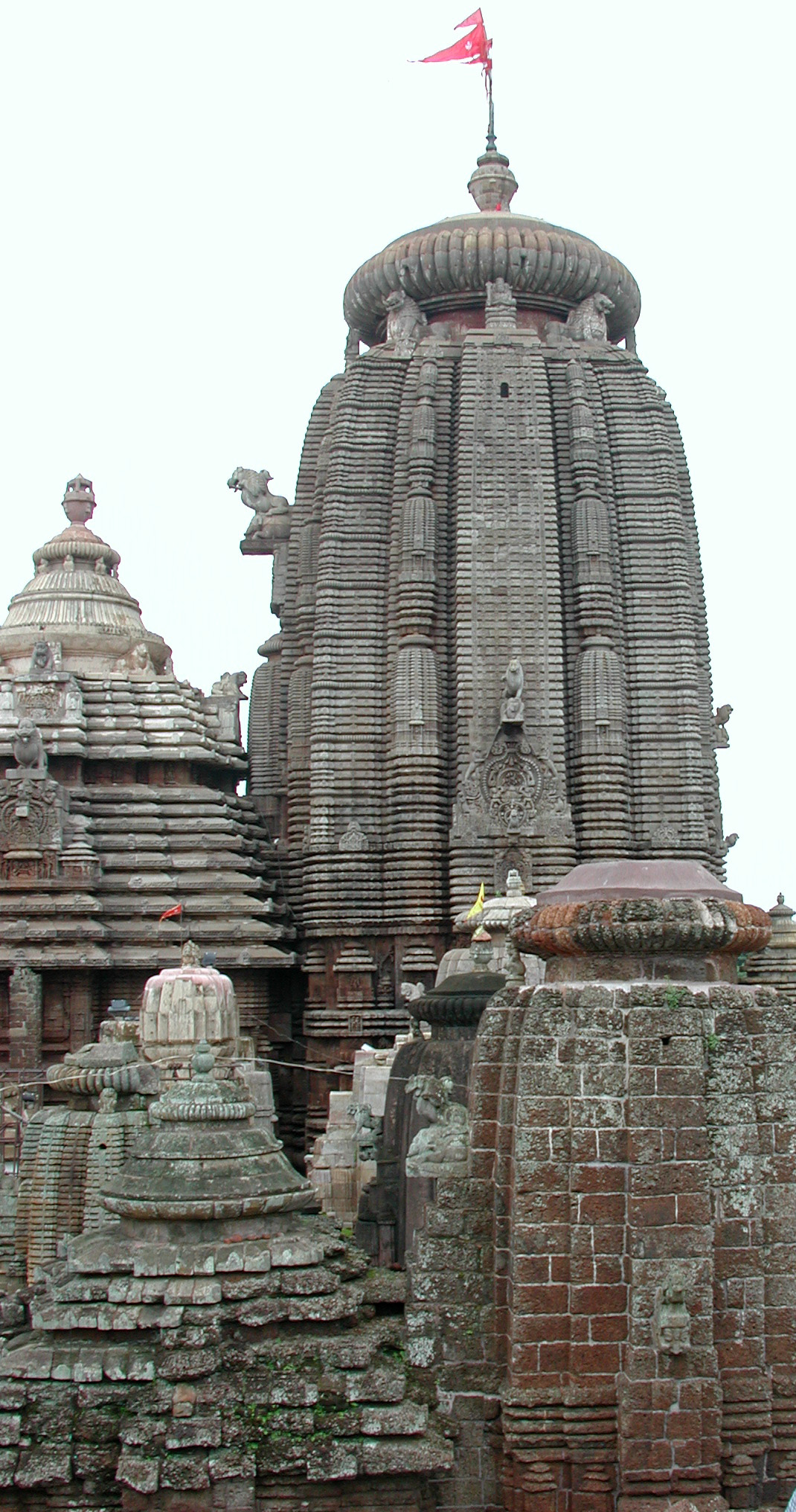
Temple Lingaraj à Bhubaneswar

Le temple se trouve dans une enceinte avec un mur en latérite de 173 m sur 155 et 2,5 m d'épaisseur .
Du côté intérieur du mur se trouve une terrasse destinée à la défense contre des agressions extérieures.
La tour (shikhara) au-dessus du cœur du sanctuaire atteint 60 mètres de haut. Elle domine le paysage avec 150 sanctuaires plus petits dans l'enceinte. Le temple est un des meilleurs exemples de l'architecture Kalinga.
Le temple est interdit aux non-hindous, mais l'intérieur de l'enceinte peut être observé à partir d'une plateforme construite par le vice-roi des Indes Lord Curzon, amateur d'archélogie .

## Histoire
Lingaraja signifie Le roi des Lingams, symbole du shivaïsme. Shiva est vénéré ici en tant que Tribhuvaneshwara (Maître des trois mondes : le Ciel, la Terre et les espaces intermédiaires) . Sa parèdre est appelée Bhuvaneshvari.
Le temple a été construit vers 1090-1100, mais des textes montrent que certaines parties du temple datent du VIe siècle. À l'époque où le temple a été construit, le culte de Vishnu sous sa forme de Jagannath était en croissance et les deux cultes ont toujours coexisté dans le temple.
La construction du temple est attribuée (sans preuve historique) au roi de la dynastie Somavanshi : Jajati Keshari. Il avait déplacé sa capitale de Jaipur à Bhubaneswar qui été dénommée Ekamra Kshetra dans les anciens textes du Brahma Purana 
Le temple comporte : 
- le temple principal
- le Yajna Shala
- le Bhoga Mandapa (pavillon des offrandes)
- le Natya Shala (pavillon de la danse).

Il contient des images à la fois de Shiva et de Vishnu. Vishnu est effectivement présent en tant que Shila (ou Saligrama, fossile d'ammonite symbolisant Vishnu). Les images de Shiva entourent celle de Vishnu. Même le sommet du temple n'affiche ni le trishula de Shiva, ni le chakra de Vishnu. Il montre seulement la flèche de Rāma, sans doute parce que Rama était un adorateur de Shiva.
La divinité principale est le Lingam Swayambhu. Le bloc de granit du Linga est baigné quotidiennement avec de l'eau, du lait et du bhang (la marijuana). Presque tous les dieux et déesses hindous sont représentés ici, reflétant une harmonie religieuse. Swayambhu est adoré à la fois comme symbole à la fois de Shiva et Vishnou. L'harmonie des deux sectes se voit dans ce temple où la divinité est adorée comme Harihara : une forme combinée de Vishnu et Shiva.

## Galerie

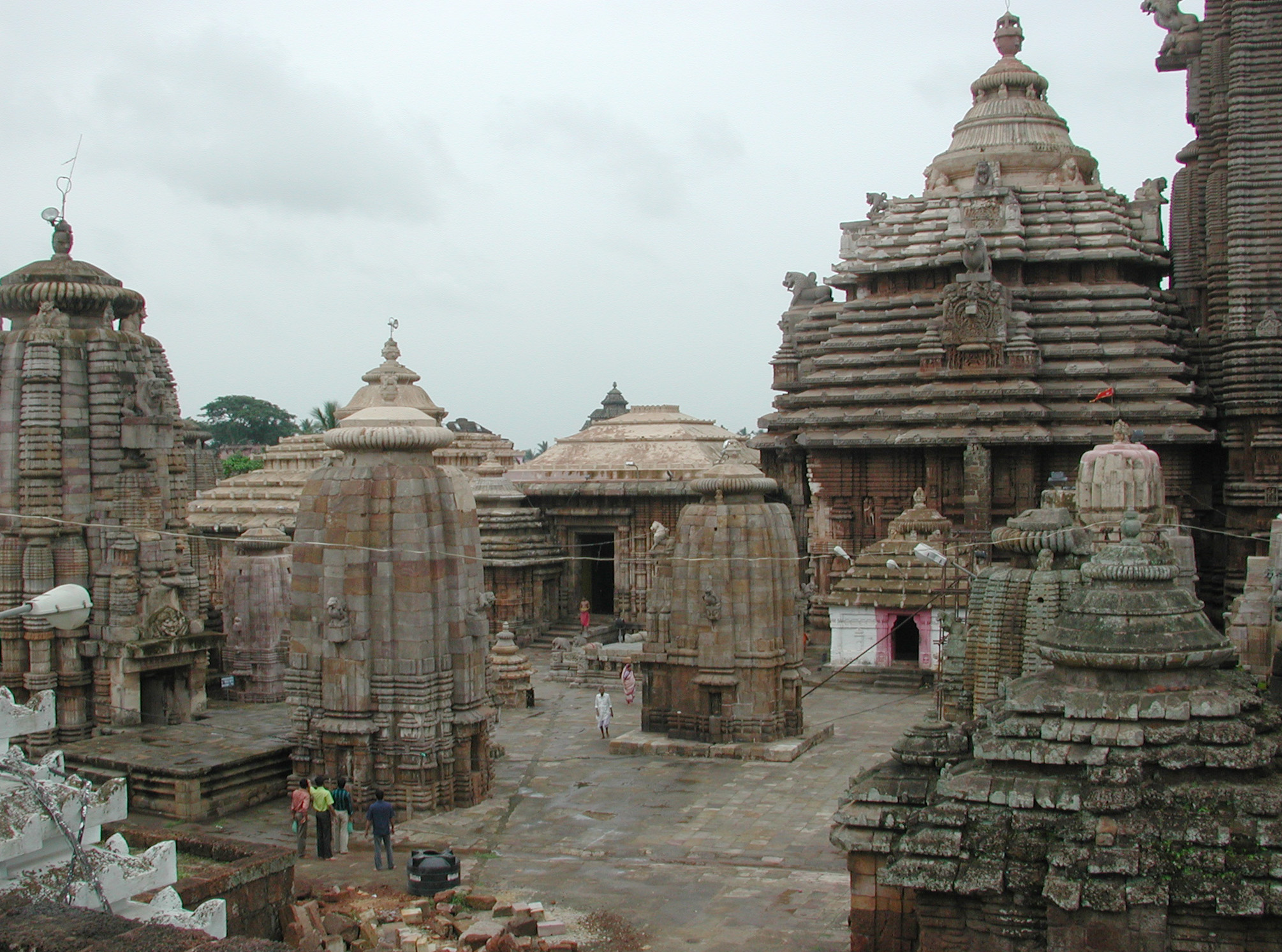
Le sanctuaire principal dans le temple
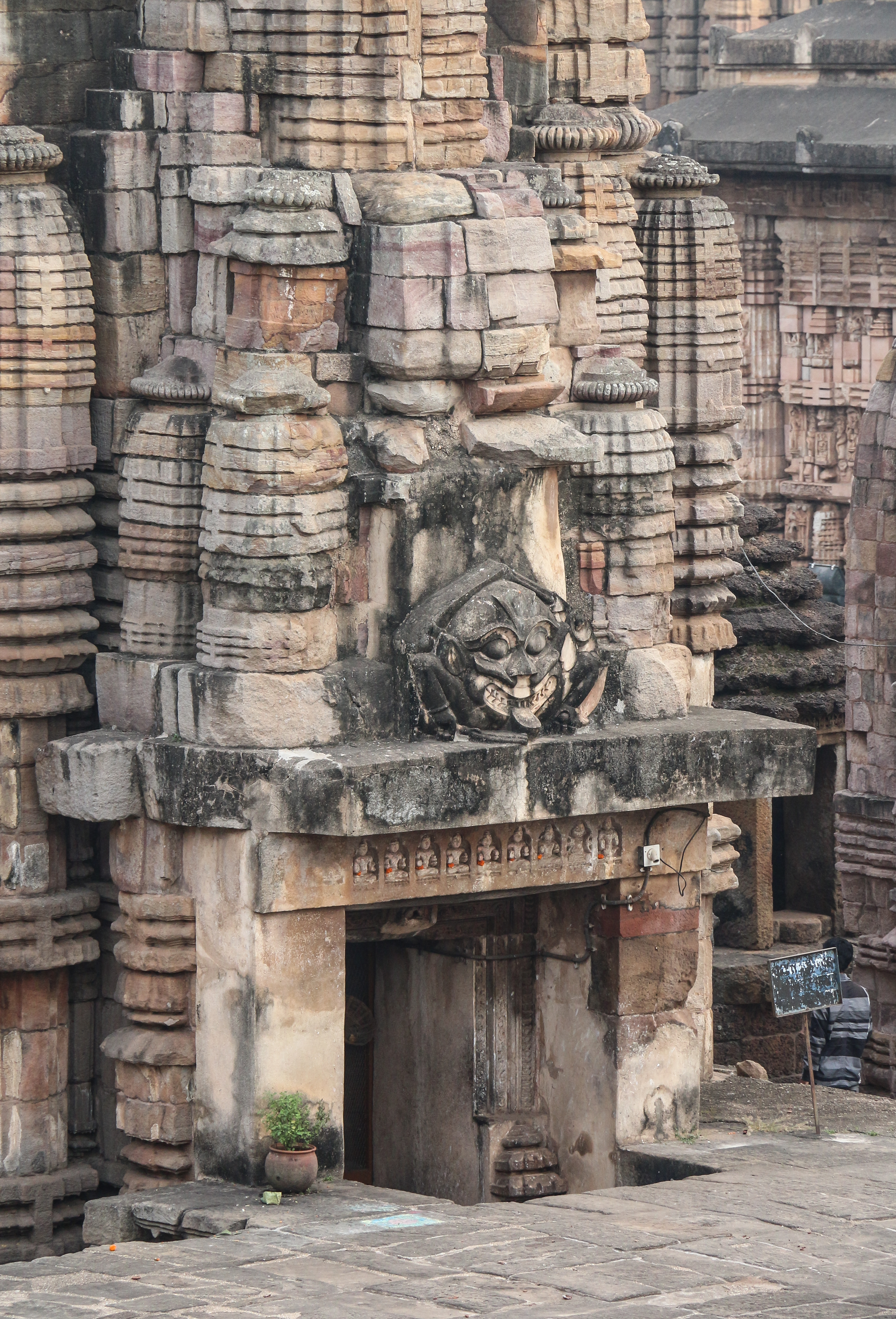
Sculpture à l'intérieur du sanctuaire
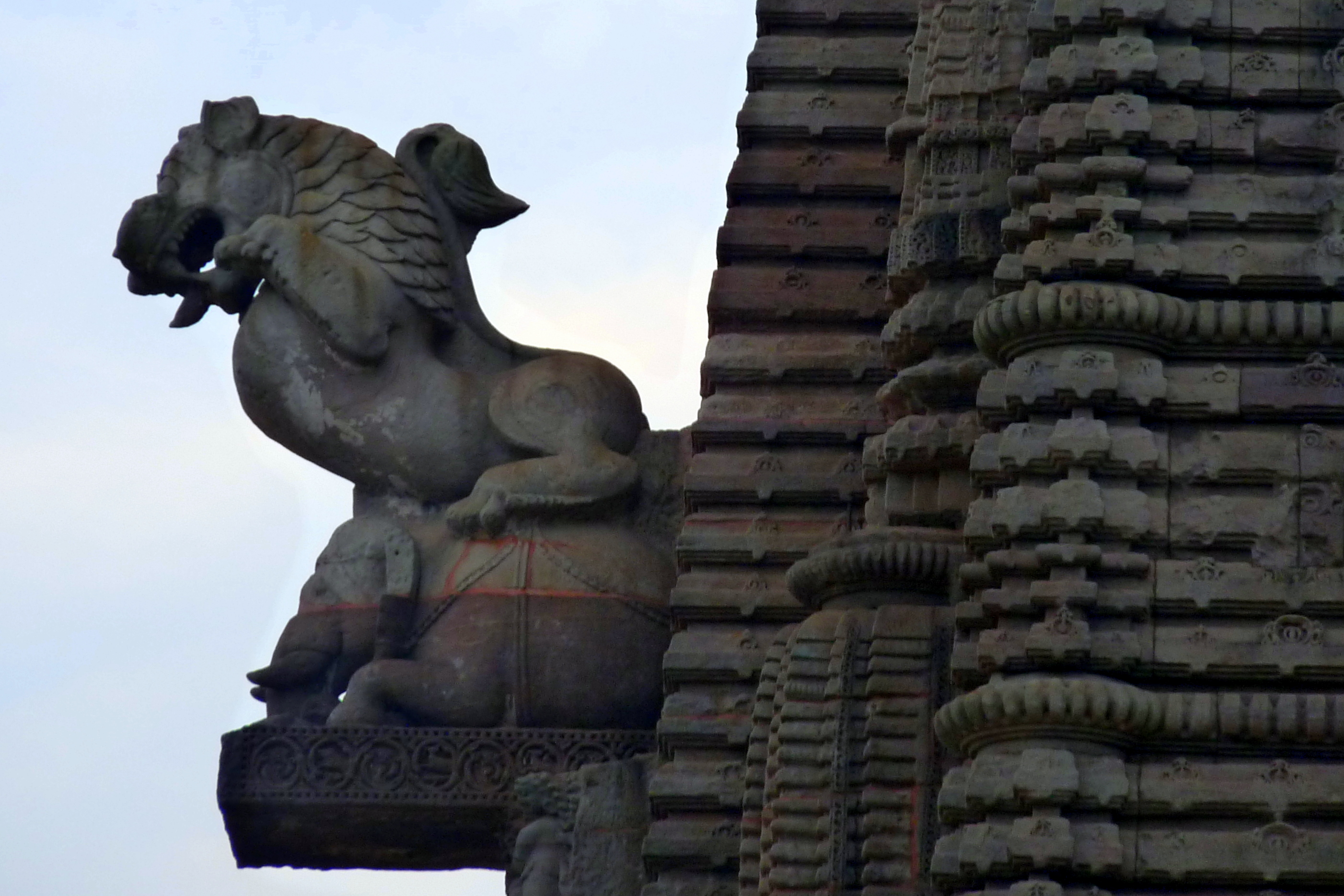
Une sculpture du Sikhara
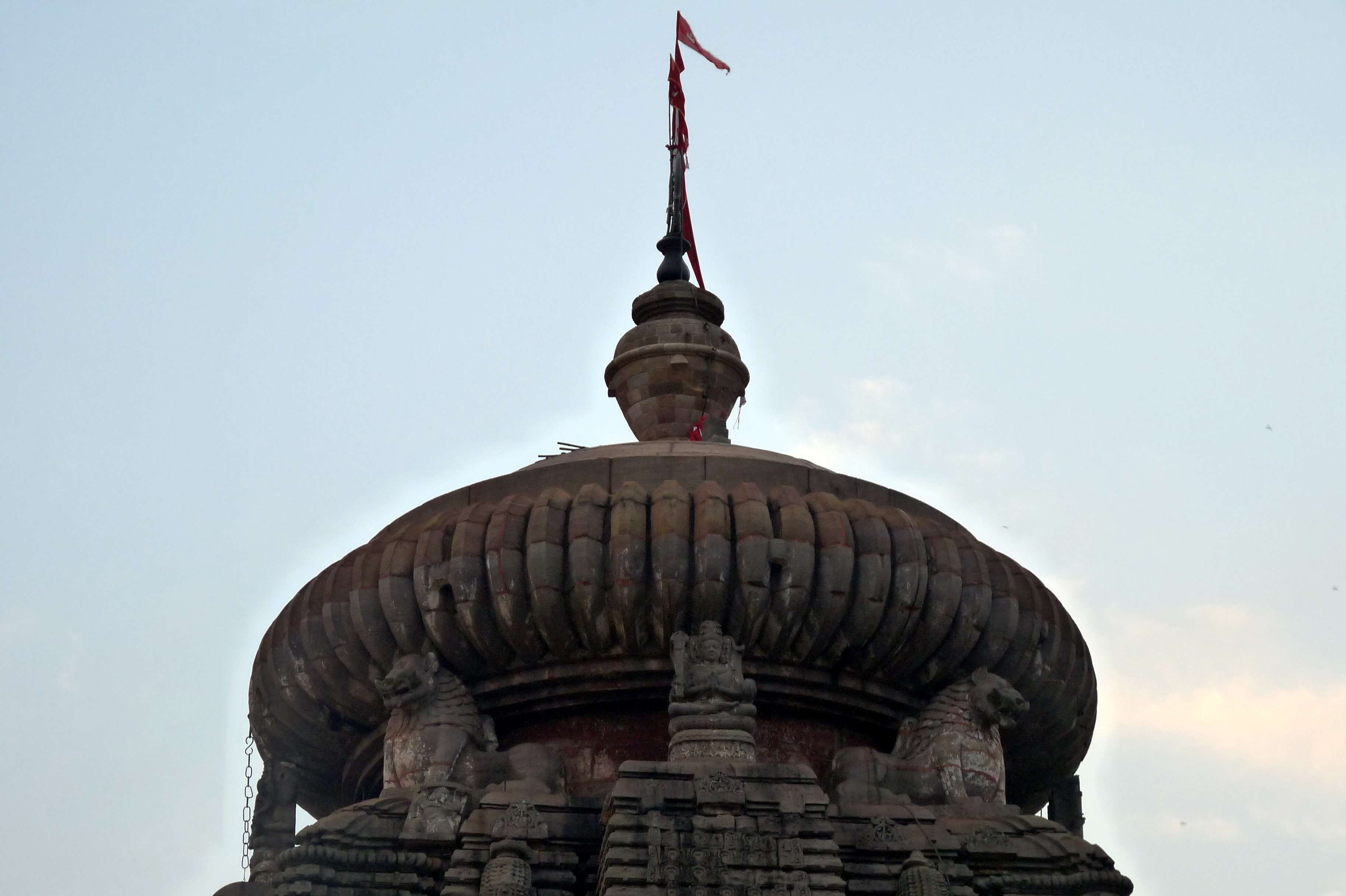
L'amalaka du temple